# Gunung Sarik
Gunung Sarik is een bestuurslaag in het regentschap Padang van de provincie West-Sumatra, Indonesië. Gunung Sarik telt 15.741 inwoners (volkstelling 2010).